# Marcel Rainville
Marcel Rainville, né le 30 juin 1903 et mort le 21 juin 1949 à Montréal, est un ancien joueur de tennis, avocat et journaliste sportif canadien francophone.

## Biographie
Né d'un père juriste et poète, il est de nature frêle et commence le tennis après une suspicion de tuberculose. Joueur du club du parc La Fontaine il joue dans plusieurs tournois à travers l'Amérique du Nord et l'Europe de 1925 à 1937.
Il a atteint les huitièmes de finale à l'US Open en 1934, battu par Sidney Wood, tête de série no 5.
Il devient en 1934 le premier francophone à remporter le tournoi de tennis du Canada.
En 1935 pour son unique participation au tournoi de Wimbledon il a l'honneur de jouer le tenant du titre et tête de série no 1 Fred Perry au premier tour. Il perd au premier tour en double avec le Canadien Roland Longtin face à la paire Jean Borotra / Jacques Brugnon. Avec la Hongroise Magda Baumgarten il atteint le deuxième tour du mixte.
Joueur de Coupe Davis avec l'Équipe du Canada de 1930 à 1934, il comptabilise une victoire pour 11 défaites (5 en doubles). Il a affronté à quatre reprises les États-Unis et une fois Cuba. Sa victoire à Montréal 4-6, 6-4, 6-3, 2-6, 6-4 contre Sidney Wood (sur une terre battue mouillée) constitue une grande surprise car l'américain était un des meilleurs joueurs du monde, il sera classé no 6 mondial en fin d'année à la suite de sa victoire à Wimbledon. En 2015 cette victoire reste la seule contre les États-Unis en Coupe Davis dans un match à enjeu.
Il s'est classé no 1 Canadien en 1932 et 1934 et no 2 en 1930, 1931 et 1933.
Il jouait avec une casquette et lancé sa balle en avant et la frappait quasiment son corps plié à 90°
Il est entré au Hall Of Fame Tennis Canada en 1993, puis au Panthéon du Tennis Québécois en 1995.
En plus de ses activités tennistiques il était avocat et tenait une chronique sur le tennis dans Le Quartier latin, La Patrie et La Presse qui a contribué à faire connaître et à développer la pratique du tennis au Canada.
Il a écrit un jour : "Plus j’avance dans la vie, plus il semble qu’il n’y a qu’une chose qui compte : arracher à cette vie tout ce qu’elle a de bon". Il se suicide en 1949 à l’âge de 46 ans en se jetant dans le Saint-Laurent, le médecin légiste conclut à "un moment de folie",.
Ouvrage : Lawn Tennis in the Province of Quebec, 1878-1927, John M. Miller, Marcel Rainville Province of Quebec Lawn Tennis Association, 1927 - 76 pages

## Palmarès
- Tournoi de tennis du Canada : Vainqueur en simple en 1934 contre Hal Surface
- Tournoi de tennis du Canada : Vainqueur en double en 1931 (avec Jack Wright) et en 1932 (avec George Lott)
- Seigniory Club Tournament, Montebello : Vainqueur en simple en 1935 contre Hal Surface